# 包文

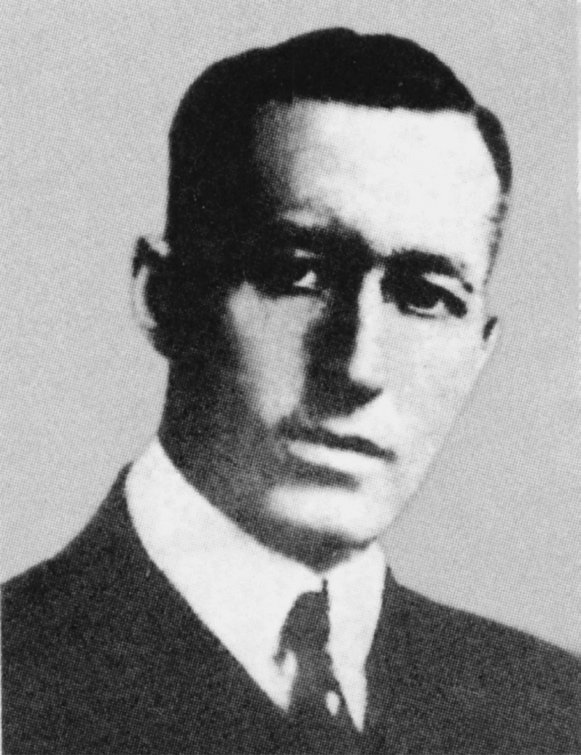
包文。

包文（Arthur John Bowen，1873年1月12日—1944年7月28日），美国伊利诺伊州人，汇文书院第三任院长。

## 生平
1873年1月12日，包文出生于美国伊利诺伊州尼庞西特，父亲威廉·鲍文（William Bowen），母亲萨拉·简·诺顿（Sarah Jane Norton）。1897年，包文从西北大学毕业，与诺拉·琼斯（Nora Jones）结婚。同年，他作为美以美会传教士来华，在南京传教并在汇文书院任教。1904至1905年，包文利用休假时间在哥伦比亚大学进修一年。1906年，他赴南昌任教区主理。1908年，包文回到南京，接任汇文书院院长。
此前，院长师图尔坚持汇文书院独立经营，反对三书院合并。 包文继任汇文书院院长后，形势大变。包文认为：“中国之困亟矣，非以教育新民智不足以自拯救，而教育之宗旨宜纯正，规模宜远大，组织设备宜健全完善，然后始可以言得人才为社会用，今南京一隅设三校，其政不相谋，课程多重复，且为经费限不得备其设施，势必至于因循苟且，徒劳而无功”。包文严厉地指责三校分立的情况，说“吾不知其何益于中国，其亦大背吾人办学之旨矣”。
包文与美在中意见一致，合并工作顺利发展。1910年，宏育书院并入汇文书院，成立金陵大学堂，包文任学堂监督，亲自兼任文科科长。。包文“勇于任事，尤其卓识远见，凡事先立大计于胸中，规定其步骤，计虑周详，巨细无所遗，及计划定，即施行，无犹豫顾忌，虽遇挫阻不沮丧，终奋勉尽力以底于成功而后已。”同上。他“深信教育之首要作用在养成高尚的品格；而宗教为培植智仁勇公民之要素”，向外界明确宣布：“本校虽为教会设立，但不强迫任何学生皈依教门，但愿尽吾人义务，使学生明各种教谛，庶将来作自由的选择。”为了使弱小的金陵大学获得强大的后盾，包文寻求更多教会组织的支持。除创办金大的基督会、北长老会、美以美会外，1911年，争取到了浸礼会的加入，1917年，南长老会亦加入，金大的经济基础由此得以厚植。
1915年，母校西北大学授与包文荣誉法学博士学位。
1927年，在南京事件中，金陵大学副校长文怀恩死亡，包文率外籍人员撤离。待事件平息后，包文回到了金陵大学，因中国政府要求各学校不得以外籍人士为校长，他辞去校长一职，由陈裕光接任。他在金陵大学工作至1930年，而后，退休到美国加利福利亚州阿尔塔德纳生活。1936年，陈裕光力邀他再次到金陵大学任教。第二年暑期，包文一家在北戴河休假，日军大举侵华，他只好返回美国。但他仍关心中国局势，写信给美国各部门，呼吁他们改变对日妥协的态度。
1944年7月28日，包文在阿尔塔德纳去世。